# 穆沙希德·侯赛因
穆沙希德·侯赛因·赛义德（旁遮普语，1953年—）是一名巴基斯坦政治家和记者和参议员，自2018年3月3日以来，他目前是巴基斯坦穆斯林联盟（谢里夫派）的成员。来自伊斯兰堡首都区。
作为一名职业的政治记者，侯赛因曾在1990年代的纳瓦兹·谢里夫政府中短暂任职，并以其政治立场而闻名，这反映了民族保守主义倾向于支持巴基斯坦军队的文官政府的想法。 胡先在1998年为支持对印度的核试验的决策发挥了关键作用后，他的任期被领导1999年巴基斯坦政变的时任参谋长联席会议主席的佩尔韦兹·穆沙拉夫将军中断，并于1999年因叛国阴谋罪入狱。  2003年，他加入支持佩尔韦兹·穆沙拉夫参加2008年巴基斯坦总统选举的巴基斯坦穆斯林联盟（领袖派）），当选为巴基斯坦参议院的议员。2008年巴基斯坦总统选举中，他在2008年代表穆盟领袖派参选总统。不过，他输给了巴基斯坦人民党候选人阿西夫·阿里·扎尔达里。
尽管侯赛因开始支持了穆沙拉夫和穆盟领袖派几年，但他仍然同情巴基斯坦穆斯林联盟（谢里夫派），2016年他被领袖派开除党籍，然后他加入了谢里夫派。 他被认为是巴基斯坦加强与中国和中亚关系的倡导者，曾担任伊斯兰堡游说机构中国-巴基斯坦研究所的主席。